# Borne armoriée de Gerzat
La borne armoriée est une borne frontière située entre les communes de Gerzat et de Saint-Beauzire dans le département français du Puy-de-Dôme, en région Auvergne-Rhône-Alpes.

## Historique

### Protection
La borne est inscrite au titre des monuments historiques par arrêté du 7 août 1963.